# Marzer Bach
Der Marzer Bach (ungarisch Málom-patak, kroat. Marčanski potok), auch Marzau genannt, ist ein circa 10,5 Kilometer langer Bach im Burgenland.

## Verlauf
Die Quellbäche des Marzer Baches liegen in den Gemeindegebieten von Mattersburg, Sieggraben, Marz und Rohrbach bei Mattersburg. Er mündet bei Walbersdorf in die Wulka, diese in den Neusiedler See. Seine größten Zuflüsse bilden der Jüdingsaubach, der aus der Jüdingsau kommt, und der Klettenbach. Beide fließen im Gemeindegebiet von Marz zu.

## Name
Den Namen „Marzer Bach“ verdankt der Bach der Gemeinde Marz, die er entwässert. Sein ungarischer Name Málom-patak (deutsch: „Mühlbach“) deutet auf die Nutzung für Mühlen hin.